# Mecanică

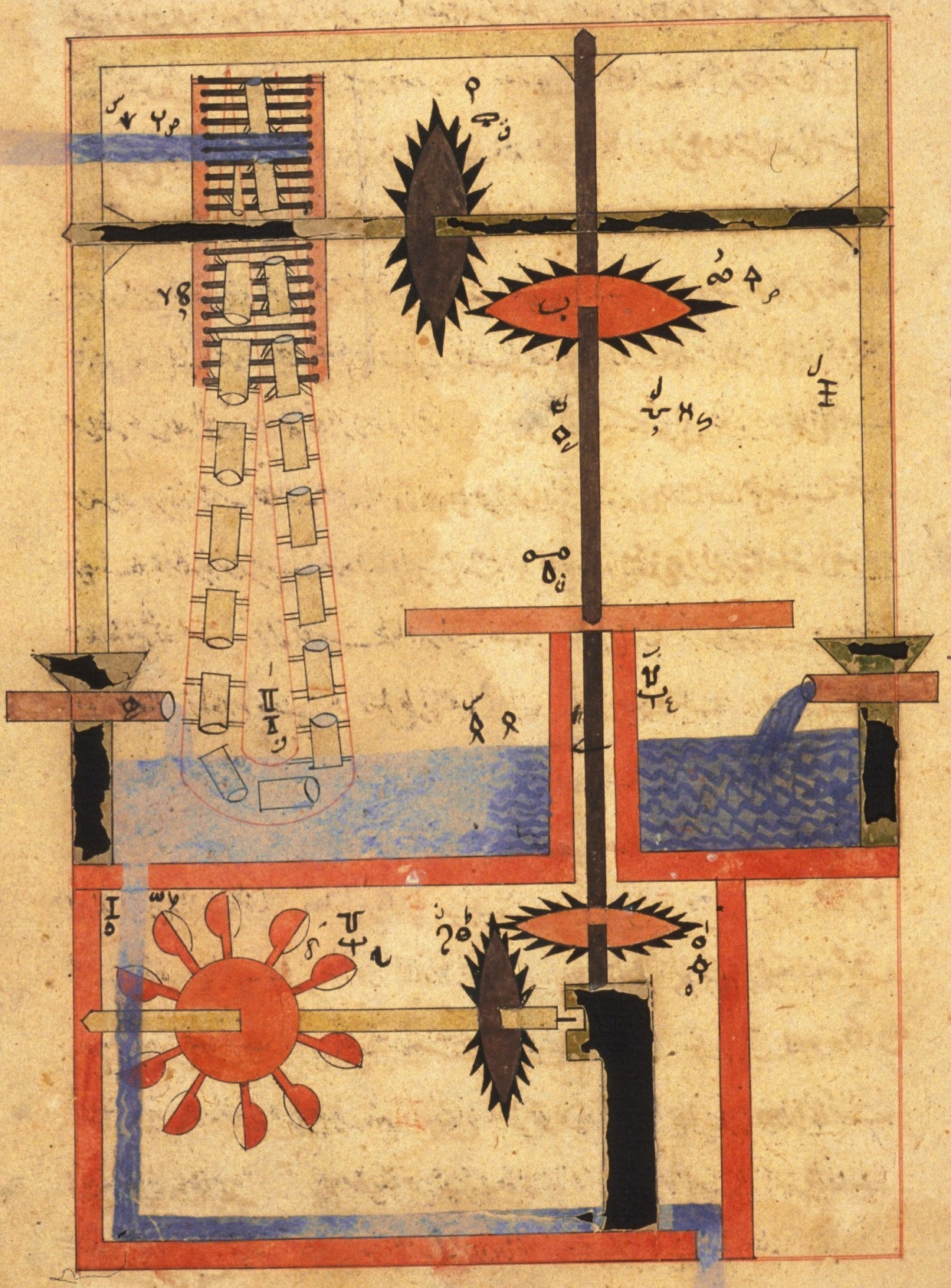
Manuscris nedatat prezentând un ansamblu mecanic.

Mecanica este o ramură a fizicii care studiază modul în care se schimbă poziția corpurilor, schimbare numită mișcare mecanică. Fondată de către fizicianul Isaac Newton în celebra sa lucrare Philosophiae Naturalis Principia Mathematica, mecanica clasică studiază legile mișcării mecanice a corpurilor macroscopice care se deplasează cu viteze mici în comparație cu viteza luminii. Ulterior, fizicianul Albert Einstein a generalizat mecanica clasică prin crearea mecanicii relativiste capabile să descrie și mișcările corpurilor la viteze mari. În fine, pentru studiul mișcării corpurilor microscopice, a fost creată mecanica cuantică.
Mecanica este știința care studiază mișcarea sau echilibrul corpurilor sub acțiunea forțelor exercitate asupra lor; tehnica procedeelor în care intervin aceste fenomene. De asemenea, mecanica este o disciplină tehnică al cărei obiect îl constituie construcția și funcționarea mașinilor, îndeosebi a pieselor și mecanismelor care servesc la transmiterea mișcării.
Subramurile mecanicii sunt statica, cinematica și dinamica. Statica studiază condițiile în care se realizează echilibrul corpurilor sub acțiunea forțelor și a cuplurilor, cinematica descrie mișcarea mecanică neglijând cauzele acestei mișcări, iar dinamica stabilește legile mișcării mecanice ținând seama de toate cauzele care pot modifica poziția corpurilor.

## Tipul obiectelor ce aparțin mecanicii
Obiectele sau corpurile ce aparțin mecanicii sunt obiecte macroscopice  cum sunt particule, proiectile, părți de mașini sau mecanisme, corpuri solide, substanțe fluide (gaze și lichide), nave spațiale, stele etc. 